# قانون کفرگویی در ایران
جمهوری اسلامی ایران طبق قانون اساسی خود، یک دین‌سالاری اسلامی است. دین رسمی آن مکتب شیعه جعفری دوازده‌امامی است. قوانین علیه توهین به مقدسات در ایران از احکام اسلامی برگرفته شده‌اند. کسانی که به مقدسات توهین می‌کنند معمولاً تحت عنوان «مفسد فی‌الارض» جریمه می‌شوند که ممکن است این اتهام برای جرایم جنایی و سیاسی هم به‌کار رود. قانون ضد توهین به مقدسات، شامل قوانینی ضد انتقاد از رژیم اسلامی، توهین به اسلام، و انتشار مطالبی که با استانداردهای اسلامی ناهمخوانی دارند می‌شود. حکومت اسلامی ایران، از این قوانین برای تعقیب و آزار بهاییت و اقلیت‌های مذهبی مثل سنی، صوفی، مسیحی،زرتشتی و مخالفان دگراندیش و روزنامه‌نگاران استفاده کرده‌است. بازداشتی‌هایی که تحت نظارت «پلیس مذهبی» قرار دارند، شاهد آزار و اذیت، بازداشت طولانی‌مدت، بدرفتاری، شکنجه و اعدام بوده‌اند. دادگاه، در موارد مختلف، قاتلانی که قربانی خود را به دلایل فعالیت‌های غیراسلامی کشته‌اند تبرئه کرده‌است.
همه کسانی که از دین اسلام، روی‌گردان شوند، حکمشان اعدام است.

## برخی از موارد
در نظام جمهوری اسلامی ایران، از کفرگویی و توهین به آموزه‌های اسلامی، با نام «توهین به مقدسات»، یاد می‌شود که تا کنون انسان‌هایی به همین اتهام، کیفر و حتی گاه با اعدام، روبه‌رو شده‌اند.
- در مه ۲۰۱۲، شاهین نجفی، خواننده و شاعر به دلیل خواندن ترانه نقی با واکنش‌هایی از سوی ملاهای وابسته به نظام جمهوری اسلامی ایران، روبه‌رو شد. برخی از مراجع تقلید، وی را مرتد و ترانه‌اش را مصداق سب النبی اعلام کردند.[۶][۷][۸][۹]
- در ۹ ژوئن ۲۰۰۹، خواننده، محسن نامجو در یک دادگاه غیابی به پنج سال زندان برای استهزاء قرآن در یک ترانه محکوم شد. در سال ۲۰۰۸، نامجو از انتشار این ترانه عذرخواهی کرده و اعلام نموده بود که این ترانه برای نشر عمومی تهیه نشده بود.[۱۰][۱۱]
- در مارس ۲۰۰۹، وبلاگ‌نویس ایرانی، امیدرضا میرصیافی در زندان اوین فوت کرد، درحالی‌که مشغول گذراندن محکومیت ۳۰ ماهه به علت انتقاد از رهبران دینی (روح‌الله خمینی و علی خامنه‌ای) بود. مقامات علت مرگ او را خودکشی اعلام کردند.[۱]
- در مه ۲۰۰۷، مقامات ۸ دانشجوی دانشگاه امیرکبیر را بازداشت کردند. دانشجویان به روزنامه‌هایی ارتباط داده شده بودند که مقالاتی مبنی بر اینکه هیچ انسانی، حتی محمد پیامبر مصون از خطا نیست منتشر کرده بودند.[۱۲]
- در اکتبر ۲۰۰۶، حسین کاظمینی بروجردی روحانی شیعه که مدافع جدایی دین از دولت بود، به همراه جمعی از پیروان او بعد از درگیری‌هایی با پلیس بازداشت و زندانی شدند. او و هفده نفر از پیروان او در ابتدا به مرگ محکوم شدند، ولی حکم مرگ بعداً برداشته شد. در اوت ۲۰۰۷، او به یک سال زندان در تهران، و به دنبال آن ده سال زندان در مناطق دیگر کشور محکوم شد.[۱]
- در سال ۲۰۰۲، سید هاشم آقاجری، استاد دانشگاه ایرانی، به دلیل سخنرانی که در آن از برخی اعمال حکومت اسلامی در ایران انتقاد کرده و آن‌ها را در تناقض با نگره‌های اسلام اصلی دانسته بود، متهم به توهین به مقدسات و در نتیجه به مرگ محکوم شد. به ویژه به دلیل گفتن اینکه مسلمانان «میمون» نیستند و نباید کورکورانه پیرو روحانیون باشند. این محکومیت بعداً به سه سال زندان کاهش یافت، و او در ۳۱ ژوئیه ۲۰۰۴، دو سال بعد از محکومیت آزاد شد.[۱۳]
- در سال ۱۹۹۹، عبدالله نوری وزیر سابق کشور به خاطر «توهین به پیامبر، اولاد پیامبر، و خمینی» و دیگر اتهام‌ها دادگاهی شد. در ۱۹۹۹، نوری روزنامه‌ای منتشر می‌کرد که در آن در مورد محدودیت‌های قدرت رهبری، حق آزادی بیان روحانیون غیرارتدکس و دیگر گروه‌ها، حق زنان برای طلاق، و اینکه آیا خندیدن و دست‌زدن غیراسلامی است یا نه بحث شده بود. در ۲۷ اکتبر ۱۹۹۹، دادگاه ویژه روحانیت نوری را گناهکار تشخیص داد و به پنج سال زندان و جریمه نقدی محکوم کرد. نوری در ۵ نوامبر ۲۰۰۲ آزاد شد.
- در سال ۱۹۸۸، سلمان رشدی نویسنده کتاب آیات شیطانی خبرساز شد. برخی مسلمانان در بریتانیا سلمان رشدی را به توهین به مقدسات متهم کردند. در ۱۴ فوریه ۱۹۸۹، خمینی فتوایی برای کشتن رشدی و تمام منتشرکنندگان آیات شیطانی صادر کرد. در ۱۹۹۱، مترجم ژاپنی کتاب، هیتوشی ایگاراشی با ضربات چاقو به قتل رسید. مدت کوتاهی پس از آن، مترجم ایتالیایی با چاقو مورد حمله قرار گرفت ولی جان سالم به درد برد. در ۱۹۹۳، ناشر نروژی کتاب در اثر حمله مسلحانه زخمی شد.
- سینا دهقان جوان آتئیست[۱۴] ایرانی به اتهام سب‌النبی به اعدام محکوم شد.[۱۵][۱۶]
- سهیل عربی وبلاگ نویس ایرانی، به اتهام اهانت به مقدسات اسلامی از طریق مدیریت صفحاتی در فیس بوک به اعدام محکوم شد.[۱۷][۱۸][۱۹]
- پویان خوشحال، خبرنگار روزنامه ابتکار در گزارش خود به جای استفاده از «شهادت» امام حسین، از عبارت «درگذشت» امام حسین استفاده کرده بود و همین امر به بازداشت او انجامید.[۲۰]
- امیرحسین میراسماعیلی، خبرنگار روزنامه جهان صنعت نیز به اتهام توهین کننده به مقدسات به عنوان خبرنگار هتّاک بازداشت شده بود.[۲۱]
- دوشنبه هجدهم اردیبهشت ۱۴۰۲، یوسف مهراد و سید صدرالله فاضلی زارع، که پیشتر از بابت اتهام «سب النبی» به اعدام محکوم شده بودند، در زندان اراک به دار آویخته شدند.[۲۲][۲۳]